# Erateina cyclopata
Erateina cyclopata là một loài bướm đêm trong họ Geometridae.